# CMU Common Lisp
Carnegie Mellon University Common Lisp (CMUCL) ist eine freie Implementierung der Programmiersprache Common Lisp. CMUCL ist gemeinfrei.

## Geschichte
CMUCL begann unter dem Namen Spice Lisp an der Carnegie Mellon University (daher der spätere Name). Das Projekt wurde zunächst von der DARPA finanziert. Es wird seit den frühen 1980er Jahren weiterentwickelt. Die finanzielle Förderung wurde 1994 eingestellt, seitdem wird es als Projekt von verschiedenen Entwicklern betrieben.
1999 entstand mit Steel Bank Common Lisp (SBCL) eine Abspaltung.

## Plattformen
CMUCL läuft auf der x86-Architektur unter Linux, FreeBSD, OpenBSD, NetBSD und auf Solaris/SPARC, Linux/Alpha, IRIX/MIPS, HP-UX/HPPA und macOS/PowerPC (experimentell). Es gibt Bestrebungen, CMUCL auch auf Win32/x86 zu portieren.